# 河溶镇
河溶镇，是中华人民共和国湖北省宜昌市当阳市下辖的一个乡镇级行政单位。

## 行政区划
河溶镇下辖以下地区：
过街楼社区、星火村、赵湖村、观基寺村、前英村、前进村、前合村、前华村、郭家场村、前程村、民新村、建国村、民合村、民耀村、红联村、红胜村、红日村、红明村、丁场村和官当村。